# Želešice
Želešice (deutsch Schöllschitz, früher Schellschütz) ist eine Gemeinde in Tschechien. Sie liegt neun Kilometer südlich des Stadtzentrums von Brno und gehört zum Okres Brno-venkov.

## Geographie
Želešice erstreckt sich beiderseits der Bobrava in der Thaya-Schwarza-Talsenke. Nördlich erhebt sich der Na Kopci (307 m), südwestlich der Na Pláni (283 m), im Westen der Písoňky (341 m) und im Nordwesten die Kozí hora (355 m). Östlich von Želešice verläuft die Schnellstraße R 52/E461; die Abfahrt 8 Želešice liegt knapp zwei Kilometer nordöstlich.
Nachbarorte sind Moravany im Norden, Přízřenice und Modřice im Nordosten, Sokolnice im Osten, Popovice im Südosten, Rajhrad im Süden, Syrovice im Südwesten, Hajany und Ořechovičky im Westen sowie Nebovidy und Střelice im Nordwesten.

## Geschichte
Die erste Erwähnung des Dorfes Chelesiz erfolgte 1228 im Zuge der Stiftung des Zisterzienserinnenklosters „Vallis Sanctae Mariae“ in Oslavany durch Ottokar I. Přemysl und Konstanze von Ungarn. Dabei erhielt das Kloster die Dörfer Hnánice, Martinice, Ledkovice, Babice u Rosic, Želešice, Milíkovice und Všechovice sowie den Weinberg in Loucká und der Patronat über die Kirchen in Sloup, Jaroslavice und die Jakobus-Kirche in Brünn. Da die Gründungsurkunde des Klosters nicht überliefert ist, gilt die Bestätigungsurkunde Wenzels I. aus dem Jahre 1232 als ältester urkundlicher Nachweis. Im Laufe der Zeit wurde der Ort als Schellschiz, Zelsicz, Sselssicz, Zelczycz, Zielissicze, Schellschitz und Schelschitz bezeichnet. 1483 entstand eine Kapelle. Dieser wurde 1783 zur Kirche erweitert und erhielt einen Turmanbau. Das älteste Ortssiegel von Schelschicz stammt von 1816. Aus dem Jahre 1846 sind die Namensformen Schöllschitz und Žýlossice überliefert. Das Dorf gehörte zur deutschsprachigen Brünner Sprachinsel.
Nach der Aufhebung der Patrimonialherrschaften bildete Schöllschitz/Schöllschitz ab 1850 eine Gemeinde in der Bezirkshauptmannschaft Brünn.
Im Jahre 1897 gründete Franz Ritter von Felbinger in Schöllschitz eine Dörrgemüsefabrik. 1921 wurde die Gemeinde dem Okres Brno-venkov zugeordnet. In den 1940er Jahren erfolgten westlich des Dorfes Bauarbeiten für die Reichsautobahn Breslau-Wien. Diese wurden 1943 eingestellt. Am 24. April 1945 fand in der Gegend die Panzerschlacht von Groß Urhau statt. Nach dem Ende des Zweiten Weltkrieges erfolgte die Vertreibung der deutschen Bevölkerung. Zwischen 1948 und 1960 gehörte die Gemeinde zum Okres Brno-okolí. Nach dessen Aufhebung kam Želešice zum Okres Brno-venkov zurück. Seit 2000 führt die Gemeinde Želešice ein Wappen und Banner.

## Gemeindegliederung
Für die Gemeinde Želešice sind keine Ortsteile ausgewiesen.

## Persönlichkeiten
- Mathias Wellan (1873–1964), tschechoslowakischer Politiker

## Sehenswürdigkeiten
- Kirche der Unbefleckten Empfängnis Mariä
- Wallfahrtskapelle des hl. Peregrinus Laziosi, nordwestlich über dem Tal der Bobrava, erbaut von Kriegsinvaliden im 18. Jahrhundert
- unvollendete Reichsautobahn, westlich des Dorfes